# Számítógép-hangszóró

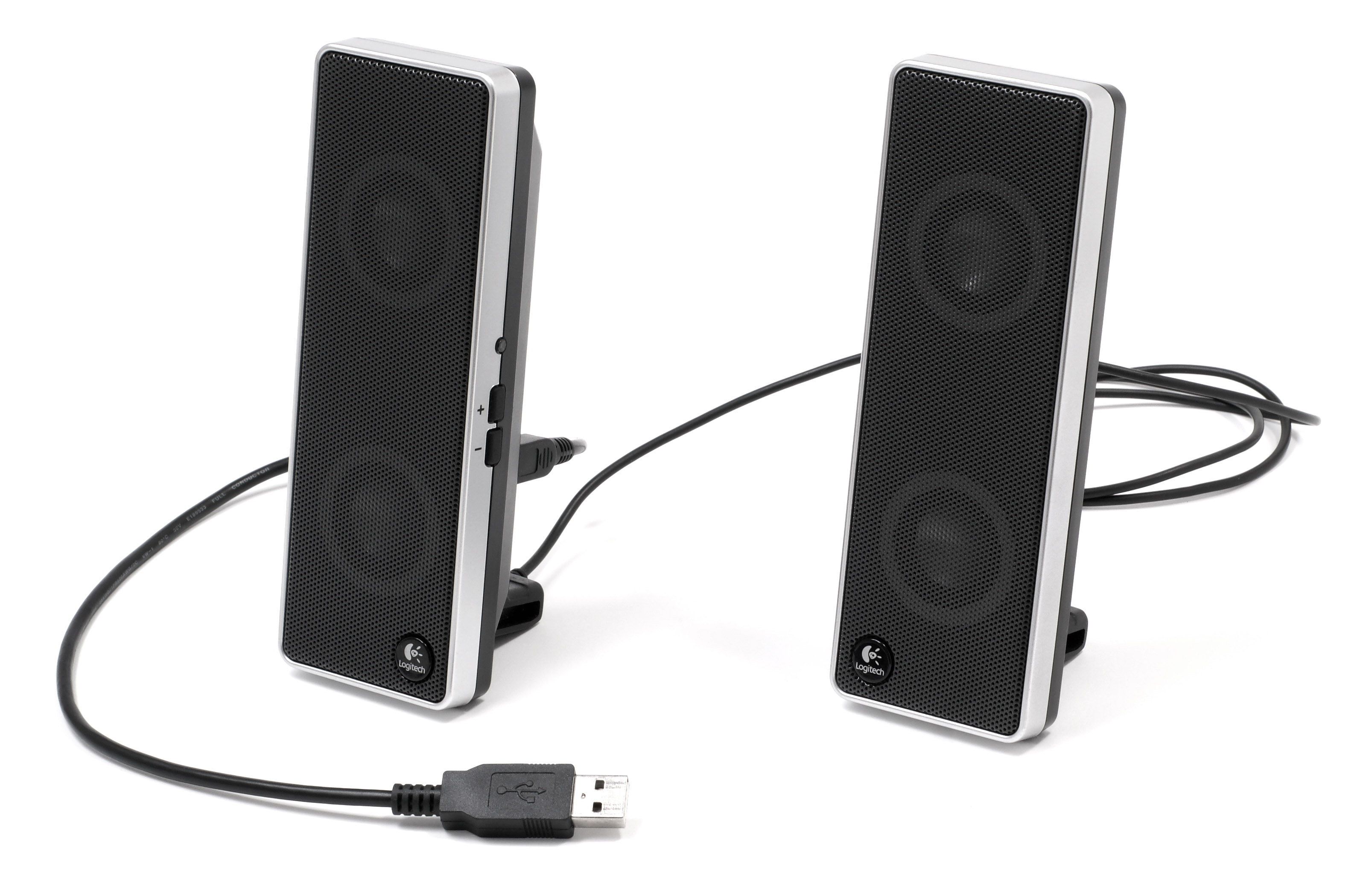
Számítógép-hangszórók

A számítógép-hangszóró az otthoni számítógépek gyakori kiegészítője, melyek segítségével hangokat vagy zenét tud a számítógép lejátszani.
Sok mai számítógéphez már nem tartozik saját hangszóró, helyette a felhasználók használhatnak fülhallgatót vagy a számítógépet egyszerűen más eszközhöz (hifitoronyhoz, tv-hez vagy erősítőhöz) csatlakoztathatják.
A laptopoknak beépített hangszórói vannak, de lehetséges hozzájuk nagyobb teljesítményű és szebb hangot produkáló hangszórókat is csatlakoztatni. Sok monitor már tartalmaz beépített hangszórókat, ilyen esetben sem szükséges az önálló hangszóró.
A hangszórókat leggyakrabban audio jack dugóval csatlakoztathatjuk a számítógéphez, de létezik USB-csatolós eszköz is.